# Anke Krüger
Anke Krüger (* 1973 in Berlin) ist eine deutsche Chemikerin und Hochschullehrerin. Sie ist Direktorin am Institut für Organische Chemie der Universität Stuttgart. Ihre Forschungsgebiete umfassen die nachhaltige Herstellung und Charakterisierung funktionaler Kohlenstoff-Nanomaterialien sowie deren Anwendungen in Katalyse, CO2-Nutzung, Biomedizin und Energiespeicherung.

## Werdegang
Anke Krüger studierte ab 1992 Chemie an der TU Braunschweig und der Université de Bordeaux I und schloss im Jahre 2000 mit einer Dissertation an der TU Braunschweig bei Henning Hopf ab. Anschließend folgte ein zweijähriger Postdoc-Aufenthalt an der Toyohashi University of Technology, Japan bei Eiji Osawa über neue Kohlenstoff-Materialien.
Ende 2002 kehrte sie nach Deutschland zurück, wo sie zunächst als Liebig-Stipendiatin an der Universität Kiel eine eigene Arbeitsgruppe aufbaute. Dort erhielt sie 2007 auch eine Junior-Professur. Ab 2008 leitete sie als Professorin (W2) für Organische Chemie eine Arbeitsgruppe an der Universität Würzburg, die insbesondere auf dem Gebiet der Kohlenstoff-Nanomaterialien forschte.
Seit 2021 ist sie Professorin (W3) für Organische Chemie an der Universität Stuttgart.
Anke Krüger ist seit 2020 gewähltes Mitglied des Fachforums Molekülchemie der DFG und war von 2016 bis 2019 Vorsitzende der Liebig-Vereinigung für Organische Chemie der Gesellschaft Deutscher Chemiker (GDCh). Von 2014 bis 2019 war sie Sprecherin der Bundesjury Chemie des Wettbewerbs Jugend forscht.

## Publikationen (Auswahl)
- Anke Krueger, Carbon Materials and Nanotechnology, Wiley-VCH, Weinheim 2010, ISBN  	978-3-527-31803-2.
- Anke Krüger, Neue Kohlenstoffmaterialien, Teubner Verlag, Wiesbaden 2007, ISBN 3-519-00510-7.
- A. Krueger et al., Intracellular behavior of nanodiamonds functionalized with a zwitterionic shielding moiety, J. Mater. Chem C 2023, 11, 6642–6650.[4]

## Auszeichnungen
- 2006: Wissenschaftspreis des Japanisch-Deutschen Zentrums[5]
- 2007: ADUC-Jahrespreis für Habilitanden
- 2008: Gastprofessur an der École Normale Supérieure Cachan, Frankreich
- 2015: Lehrpreis des Bayerischen Staatsministeriums für Wissenschaft und Kunst